# Книжковий клуб: Новий розділ
Книжковий клуб: Новий розділ (англ. Book Club 2 – The Next Chapter) — американська романтична комедія режисера Білла Холдермана. Головні ролі у фільмі виконали Джейн Фонда, Дайан Кітон, Мері Стінберджен та Енді Гарсія. Сиквел фільму «Книжковий клуб».
Прем'єра фільму відбулася 12 травня 2023 року.

## Сюжет
Чотири найкращі подруги вирушають зі своїм книжковим клубом до Італії на веселий дівич-вечір, якого в них ніколи не було. Коли все йде не за планом і розкриваються секрети минулого, спокійний відпочинок перетворюється на пригоду по всій країні, яка буває раз у житті.

## В ролях
- Дайан Кітон — Дайан
- Джейн Фонду — Вівіан
- Кендіс Берген — Шерон Майєрс
- Мері Стінберджен — Керол Колбі
- Енді Гарсія — Мітчелл
- Дон Джонсон — Артур
- Крейґ Т. Нельсон — Брюс Колбі
- Джанкарло Джанніні

## Виробництво та прем'єра
У травні 2022 стало відомо про початок виробництва фільму «Книжковий клуб 2 — Новий розділ». Кітон, Фонда, Берген, Стінбурген, Гарсія, Джонсон та Нельсон повторили свої ролі з першого фільму. Кінокомпанія Focus Features виступить дистриб'ютором на внутрішньому ринку, а Universal Pictures поширюватиме фільм у міжнародному прокаті, за винятком Філіппін. У липні 2022 стало відомо, що прем'єра фільму намічена на 12 травня 2023.